# Hypoestes caudata
Hypoestes caudata är en akantusväxtart som beskrevs av Raymond Benoist. Hypoestes caudata ingår i släktet Hypoestes och familjen akantusväxter. Utöver nominatformen finns också underarten H. c. glabrescens.